# Esclua
Esclua – hiszpański duchowny, biskup Seo de Urgel od 885 roku do 892 roku.  